# Burda (okręg Bihor)
Burda – wieś w Rumunii, w okręgu Bihor, w gminie Budureasa. W 2011 roku liczyła 344 mieszkańców.